# Rochester, Vermont
Rochester är en ort i Windsor County i delstaten Vermont, USA.